# 아부나이
아부나이(Абунай, 阿布奈, 1634년? ~ 1675년 5월 5일)는 몽골 제국의 황족으로, 몽골 제국과 북원의 마지막 카안이자 차하르의 칸 릭단 칸의 차남이다. 다른 문헌에는 아포내(阿布柰), 아포내(阿布鼐) 등으로도 나타난다. 형 에제이 카안이 죽자 차하르 친왕(察哈爾親王)을 계승하였다.
강희제 즉위 후 8년간 연경에 입조하지 않자 불왕연도근견(不往燕都覲見)을 이유로 강희제에 의해 파면당하고 묵던(현재의 심양)의 유궁에 감금당했다. 작위는 아들 부르니에게 습작시켰으나 1675년 부르나이, 롭상 등이 반청군을 거병한 이유로, 아부나이는 사사되었다.

## 생애
1634년에 태어났으며 아버지는 몽골 제국의 카안이자, 차하르부의 칸 링단 카안이고 어머니는 냥냥태후 또는 의정대귀비였다. 일설에는 1635년생으로, 그가 아버지 릭단 칸이 죽은 뒤에 태어난 유복자라는 설이 있다. 에제이 카안은 그의 이복 형이다. 보르지긴 황금 씨족이었으나 청나라에 의해 보르지키트(박이제길특)로 개명당하여 박이제길특 아부나이가 되었다.
1634년 릭란 카안이 티베트로 가다가 천연두에 걸려 갑자기 죽은 후, 이복 형 에제이 카안이 계승했다. 세첸칸부의 슈루이 우바시는 사자를 보내 같은 바투몽케 다얀 카안의 후손인 점, 자신의 처와 낭낭태후 등이 자매인 점을 들어 귀순을 종용하였다. 그러나 링단 칸의 카툰들은 자녀들을 데리고 청나라에 투항하였다. 이때 에제이 콩고르는 오르도에 남아 있었고 아들 아부나이를 데리고 후금에 투항한다.
1641년 에제이 카안이 사망하자, 남동생인 아부나이가 차하르친왕 직을 계승하였다. 일설에는 1649년 차하르친왕직을 계승했다 한다.
1645년 12월 14일 몽골족, 만주족 등 유목민족의 수계혼에 따라 형수인 청 태종 홍타이지의 딸 고륜온장장공주 마가다 혹은 아비다와 결혼하였다. 고륜온장공주 마가다에게서는 아들 보르니와 로브상이 태어났다.
1661년 2월 5일 순치제가 베이징에서 사망하자 그는 순치제의 장례식에 참석하지 않았다. 이후 강희제가 즉위하자 베이징의 강희제의 즉위식에 참석했다. 그러나 이후 8년간 아부나이는 청나라 베이징에 가지 않았고 강희제의 조정에 참석하지 않고, 조관하지도 않았다. 강희제는 그를 차하르친왕에서 폐위시키고 1669년 묵던(현재의 심양)의 유궁에 감금되었다.그의 두 아들 보르니, 롭상은 아버지를 구출하려 했으나 실패했다.
1675년 3월 29일 그의 아들인 부르니, 롭상은 만주족에 대항해 반란을 일으켰다. 그러나 내몽골의 족장들은 부르니 등의 반란에 호응하지 않았고, 외할하부에서도 지원이 없자, 4월 20일 청나라 군대에 패배하였다. 강희제는 반란의 주모자 부르니와 루브산과 그들의 어린 아들들을 모두 처형하였다. 5월 5일 묵덴의 집에 수감된 아부나이를 사사하였다. 청실록 성조실록에 의하면 의정대신들이 그를 참하라는 상소를 올려, 강희제는 교수형에 처하라고 지시했다 한다.

## 같이 보기
- 차하르

| 전임 에제이 카안 | 제2대 청나라 차하르친왕 1641년 3월 4일 ~ 1669년 | 후임 보르나이 |